# Eurysaurus
Eurysaurus là một chi thằn lằn cổ rắn, được Gaudry mô tả khoa học năm 1878.